# II-16
De II-16 is een nationale weg van de tweede klasse in Bulgarije. De weg loopt van Mezdra naar Sofia. De II-16 is 79 kilometer lang.